# Zračna luka Zahedan
Zračna luka Zahedan (IATA kod: ZAH, ICAO kod: OIZH) smještena je u blizini grada Zahedana u jugoistočnom dijelu Irana odnosno pokrajini Sistan i Beludžistan. Nalazi se na nadmorskoj visini od 1391 m. Zračna luka ima jednu asfaltiranu uzletno-sletnu stazu dužine 4265 m, a koristi se za tuzemne i inozemne letove. Zračni prijevoznici koji nude redovne letove u ovoj zračnoj luci uključuju pet iranskih i jednu pakistansku kompaniju.

## Vanjske poveznice
- (perz.) Službene stranice Zračne luke Zahedan  Arhivirana inačica izvorne stranice od 31. ožujka 2014. (Wayback Machine)
- (engl.) DAFIF, World Aero Data: OIZH  Arhivirana inačica izvorne stranice od 5. ožujka 2019. (Wayback Machine)
- (engl.) DAFIF, Great Circle Mapper: ZAH